# Heaven Forbid
Heaven Forbid es el decimotercer álbum de Blue Öyster Cult, editado por CMC en 1998.
Este trabajo fue el primer álbum del grupo con material nuevo en diez años (sin contar la banda de sonido de la película "Bad Channels", de 1992), y contó con la colaboración del escritor cyberpunk John Shirley en varias letras.

## Lista de canciones
1. "See You in Black" (Eric Bloom, Donald Roeser, John Shirley) – 3:17
2. "Harvest Moon" (Roeser)  – 4:55
3. "Power Underneath Despair" (Bloom, Roeser, Shirley) – 3:30
4. "X-Ray Eyes" (Roeser, Shirley) – 3:48
5. "Hammer Back" (Bloom, Roeser, Shirley) – 3:35
6. "Damaged" (Roeser, Shirley) – 4:22
7. "Cold Gray Light of Dawn" (Bloom, Roeser, Shirley) – 3:51
8. "Real World" (Roeser, Shirley) – 5:08
9. "Live for Me" (Roeser, Shirley) – 5:19
10. "Still Burnin'" (Roeser, Jon Rogers) – 3:39
11. "In Thee" (Live) (Allen Lanier) – 3:40

## Personal
- Eric Bloom – voz, guitarra, teclados
- Buck Dharma (Donald Roeser) – guitarra, teclados, voz
- Allen Lanier – guitarra, teclados
- Danny Miranda – bajo, voz
- Jon Rogers – bajo, coros
- Bobby Rondinelli – batería en 9
- Chuck Burgi - batería, coros

- Datos: Q2302929